# Церковь Святой Рипсиме (Веришен)
Церковь Святой Рипсиме (арм. Սուրբ Հռիփսիմե եկեղեցի; также известная как Сурб Рипсиме и Дзагадзорская церковь арм. Ձագաձորի եկեղեցի ) — армянская церковь IV века, расположенная в селе Веришен Сюникской области Армении.

## История
Это один из замечательных памятников Сюникской школы раннесредневекового армянского зодчества. Находится в центре поселка. Он был построен в IV—V веках. В VII веке был отреставрирован.  
Ряд фактов свидетельствует о том, что церковь скорее всего была построена на месте языческого капища в период распространения христианства.  

## Устройство церкви
Это самый большой из однонефных сводчатых залов (длина 27,3 м). Молитвенный зал представляет собой прямоугольное помещение, вытянутое с востока на запад, оканчивающееся с восточной стороны полукруглым алтарем снаружи и внутри. Церковь примечательна тем, что принадлежит к числу немногих памятников, у которых алтарь не многоугольный, а полукруглый. Имеет два входа с западного и южного (ныне закрытого) фасадов. Построен из местного необработанного базальта.
Вокруг церкви существовал ряд подсобных построек, большинство из которых не сохранились. Осталось лишь сооружение длиной 6 м и шириной 4 м, расположенное примерно в 20 м к северо-востоку от церкви; вероятно в прошлом это сооружение использовалось как трапезная.

## Галерея

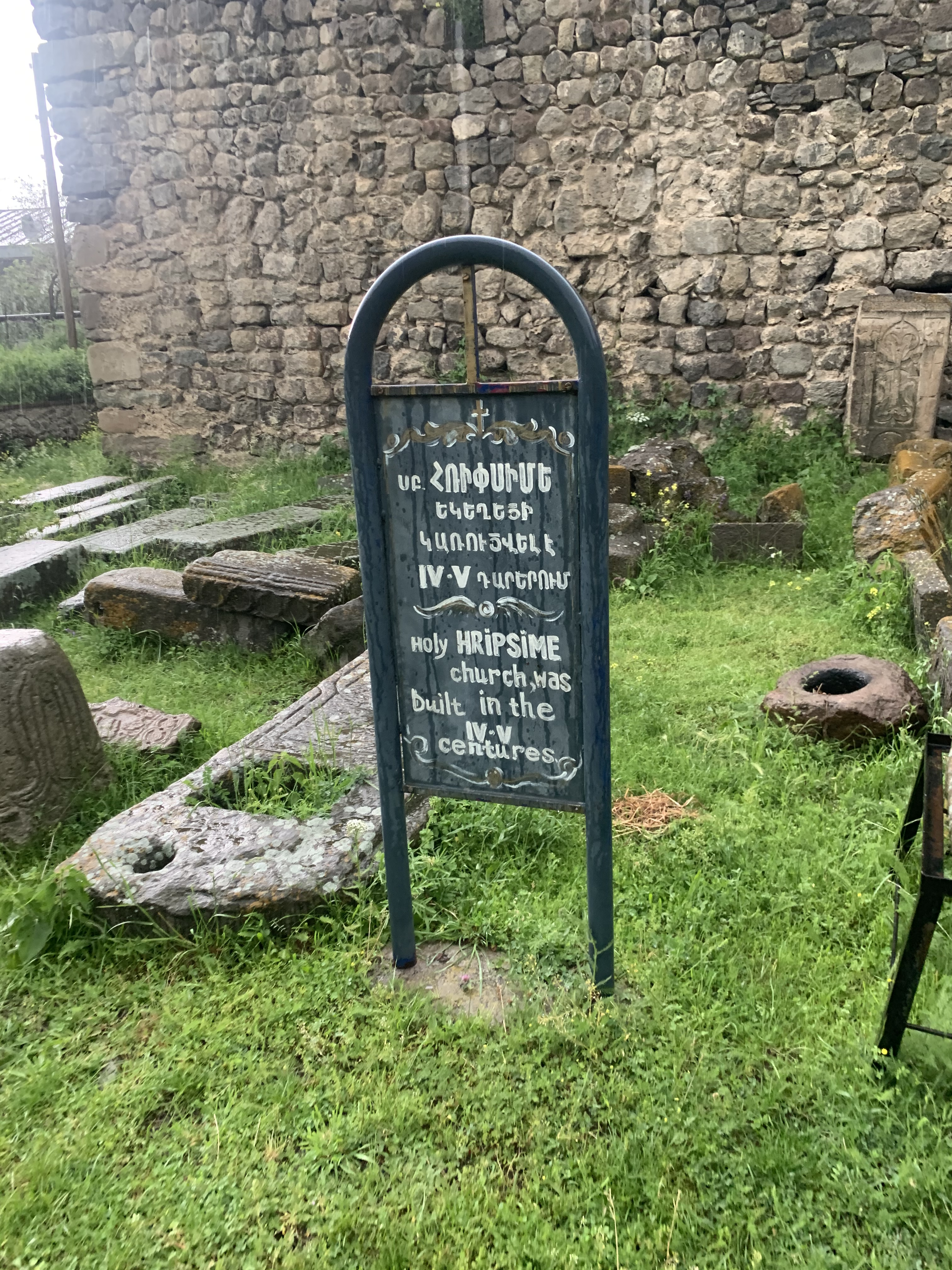
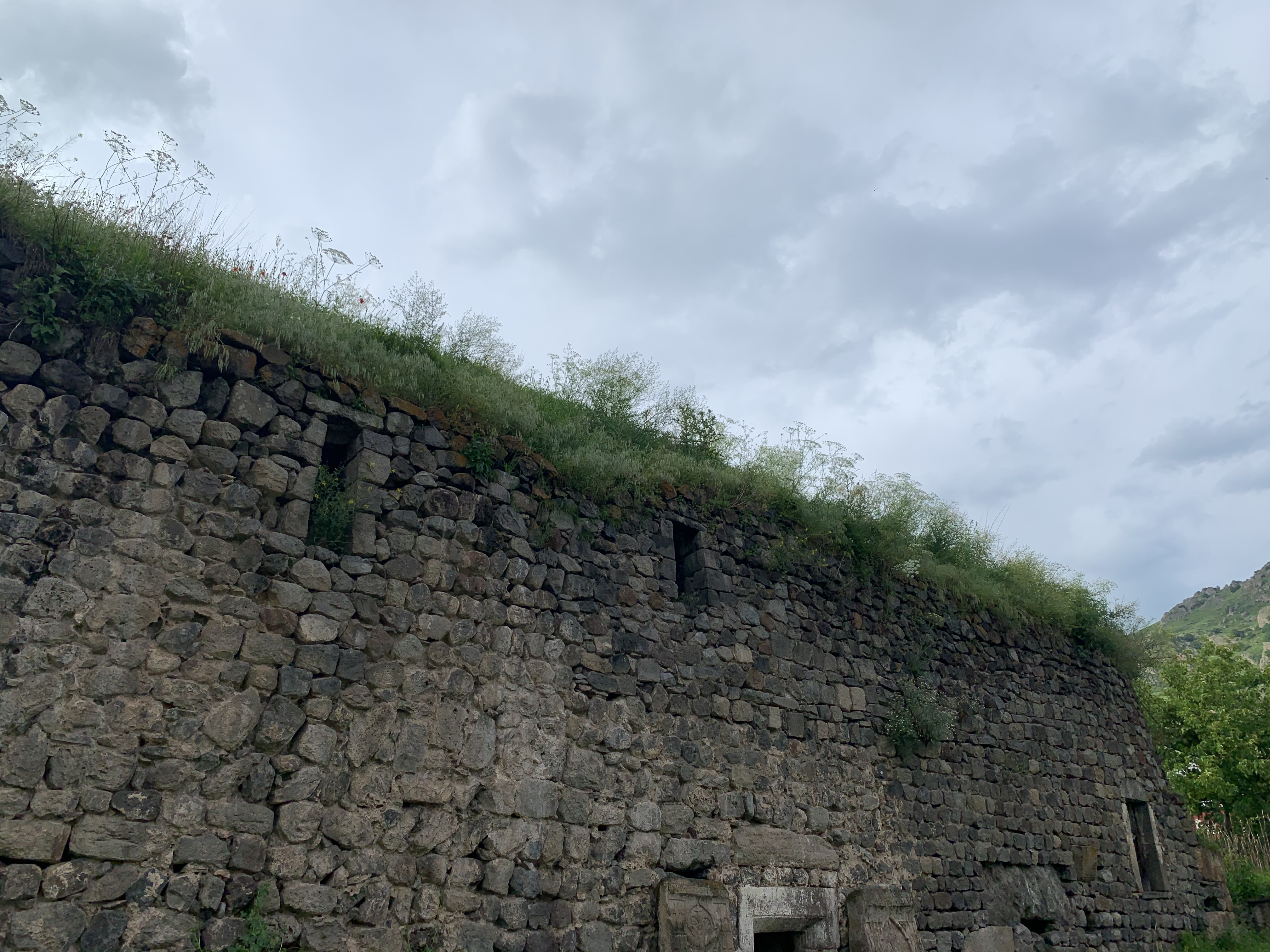
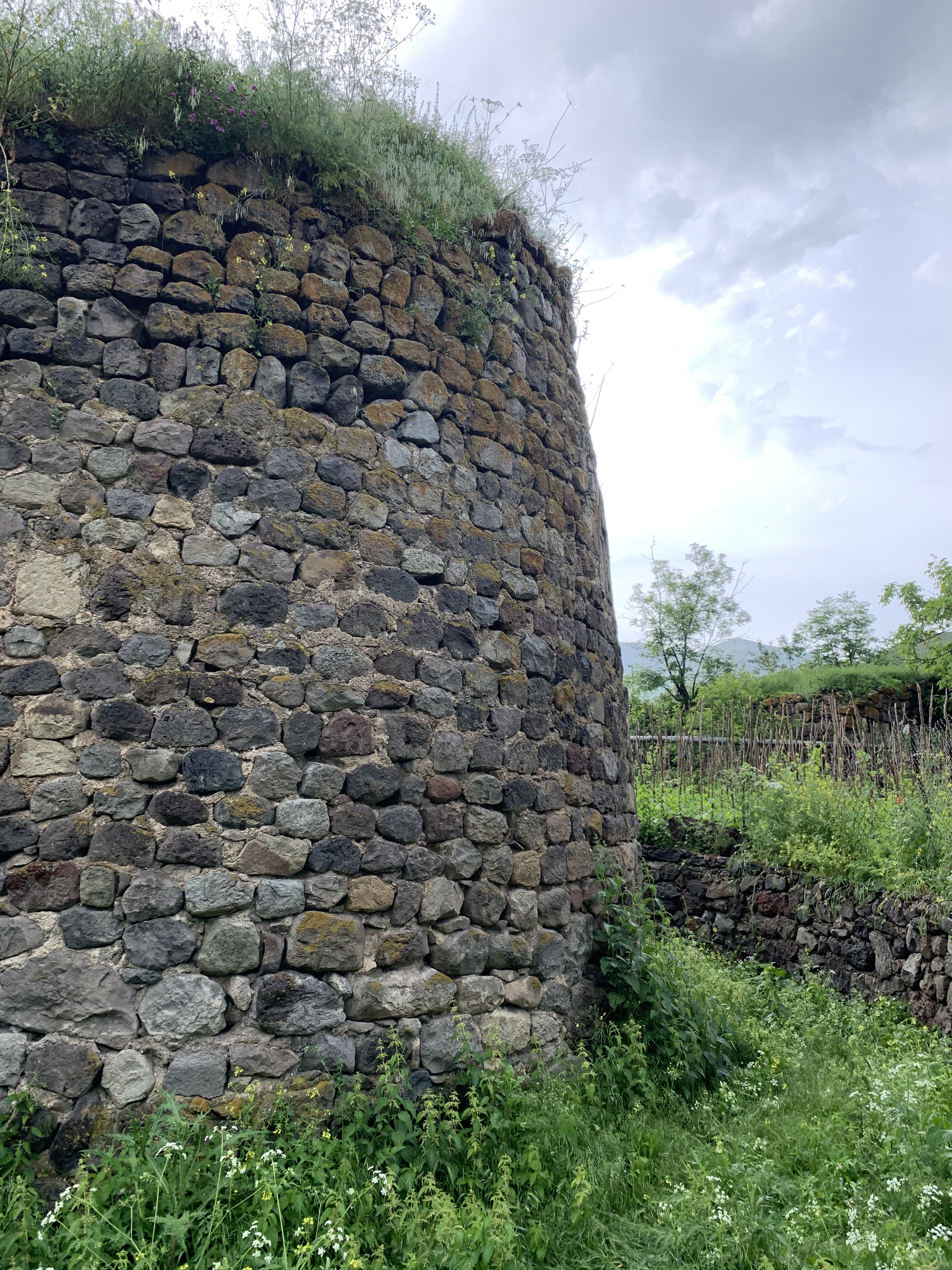
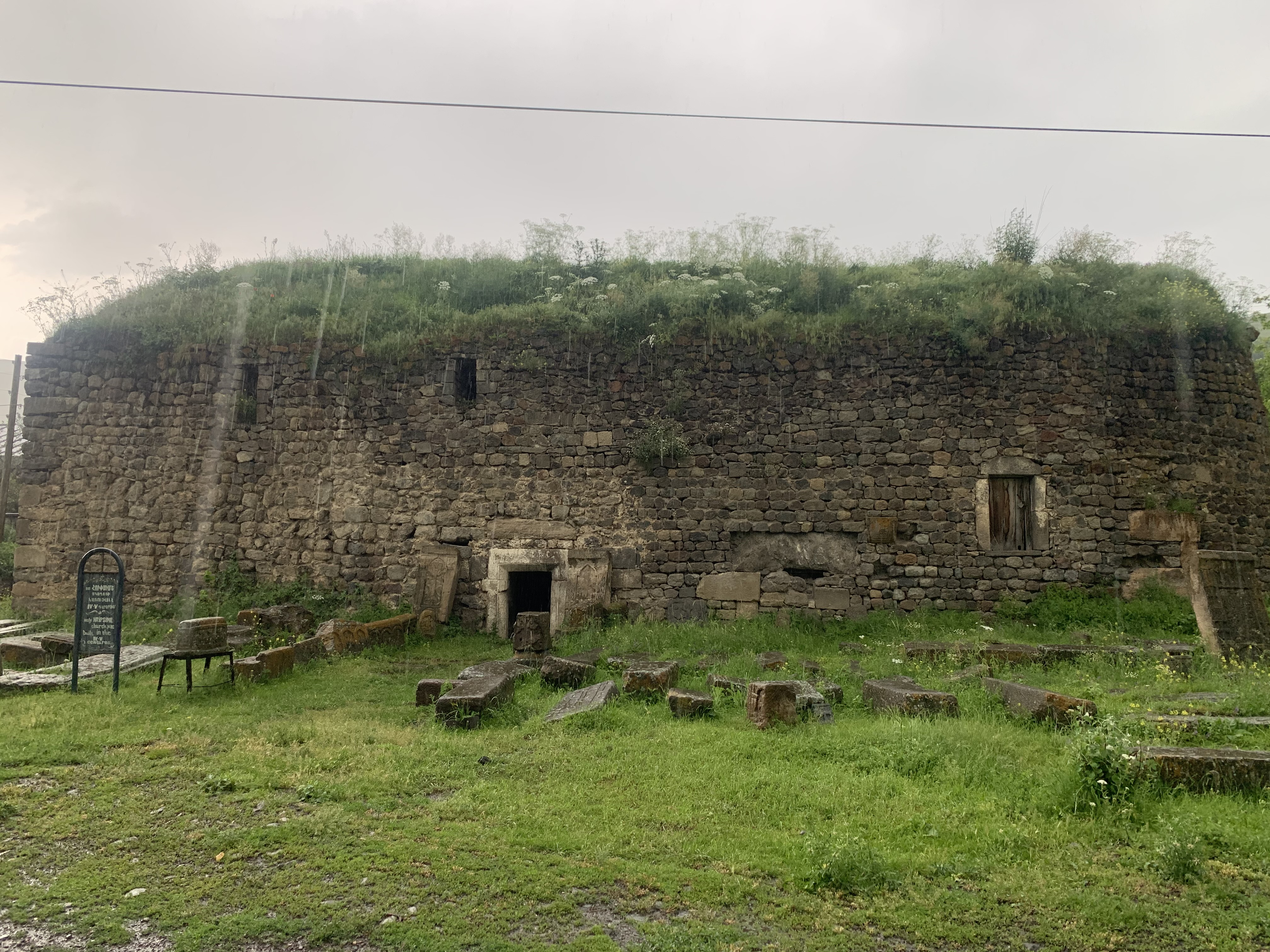
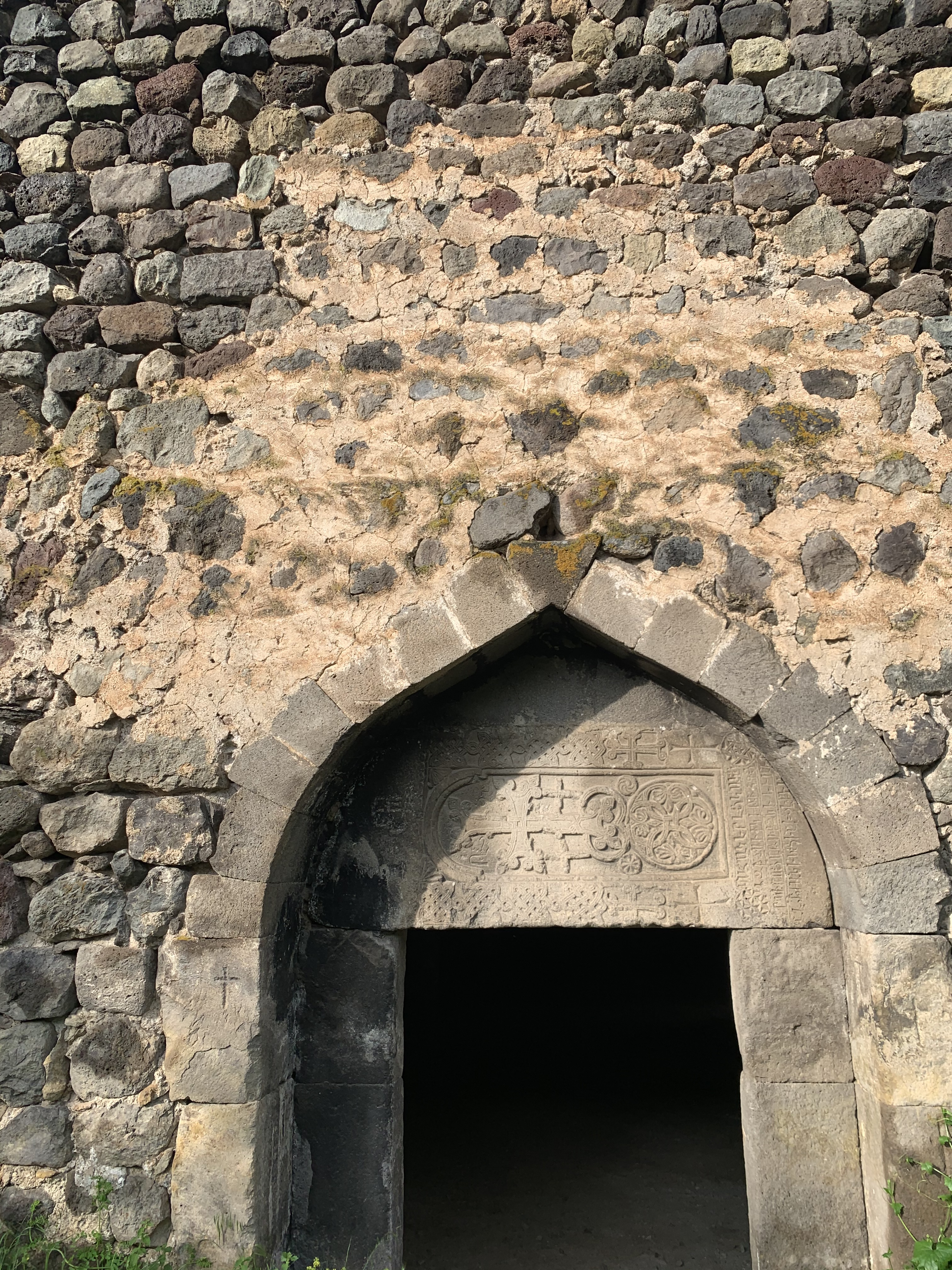
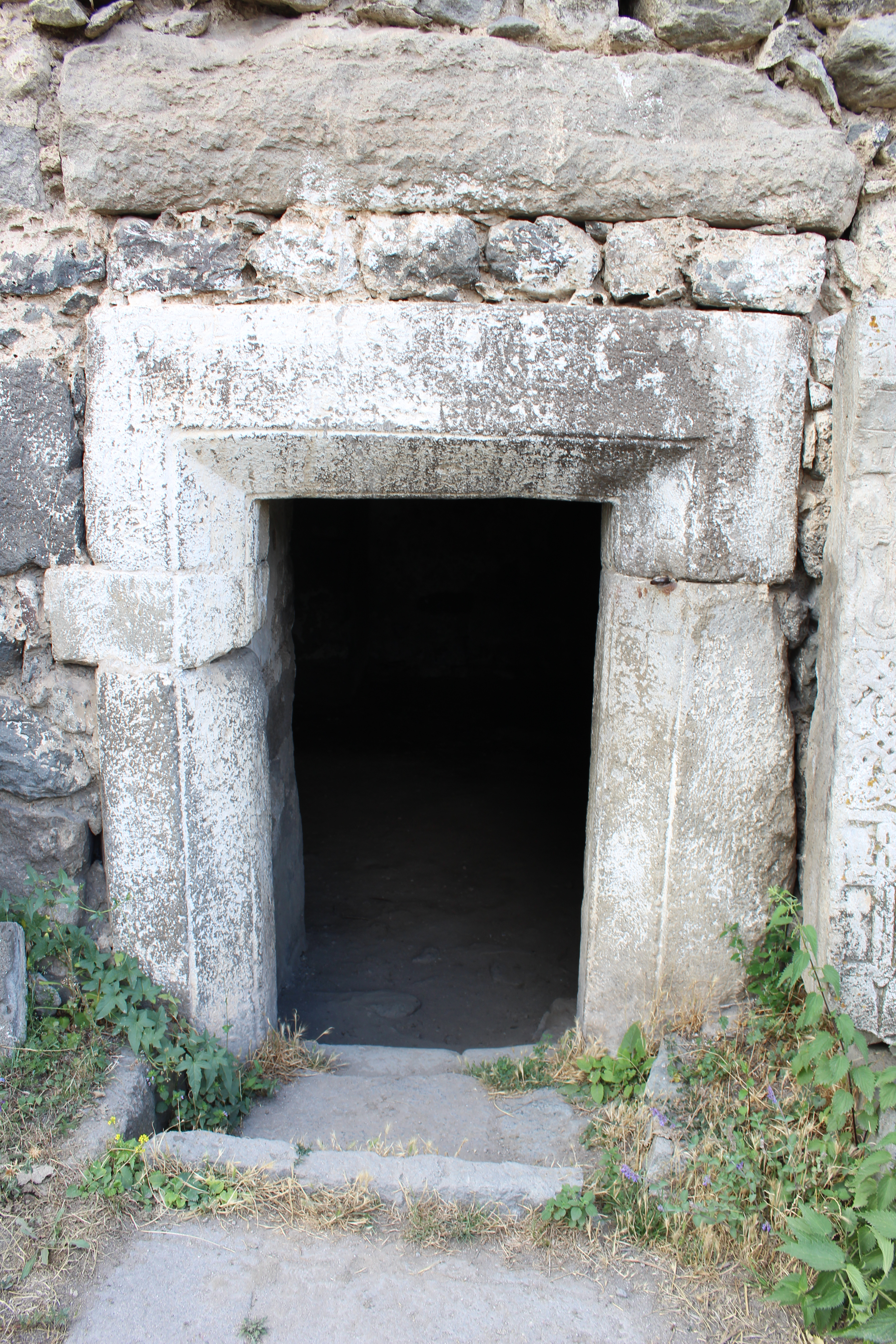
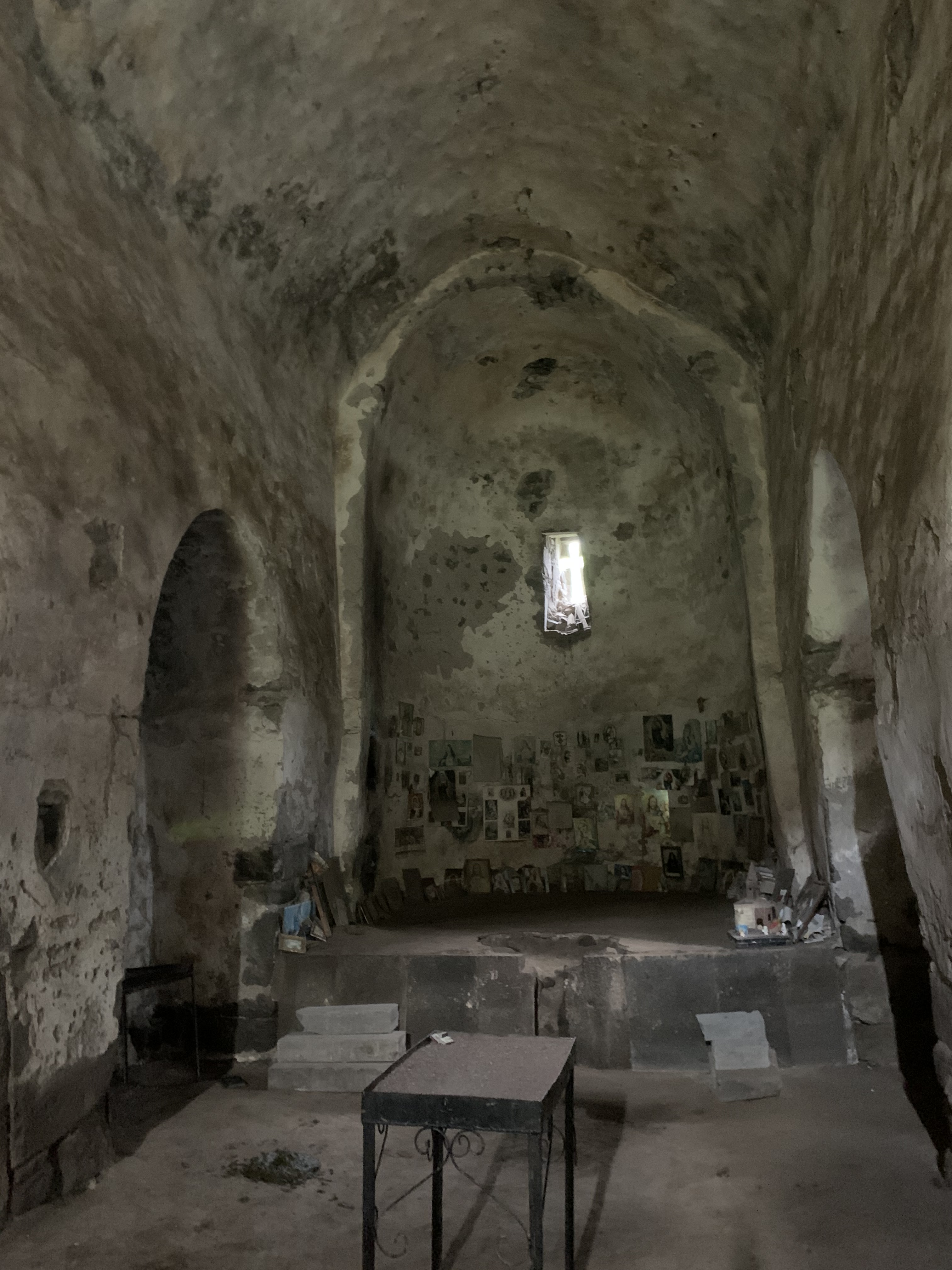
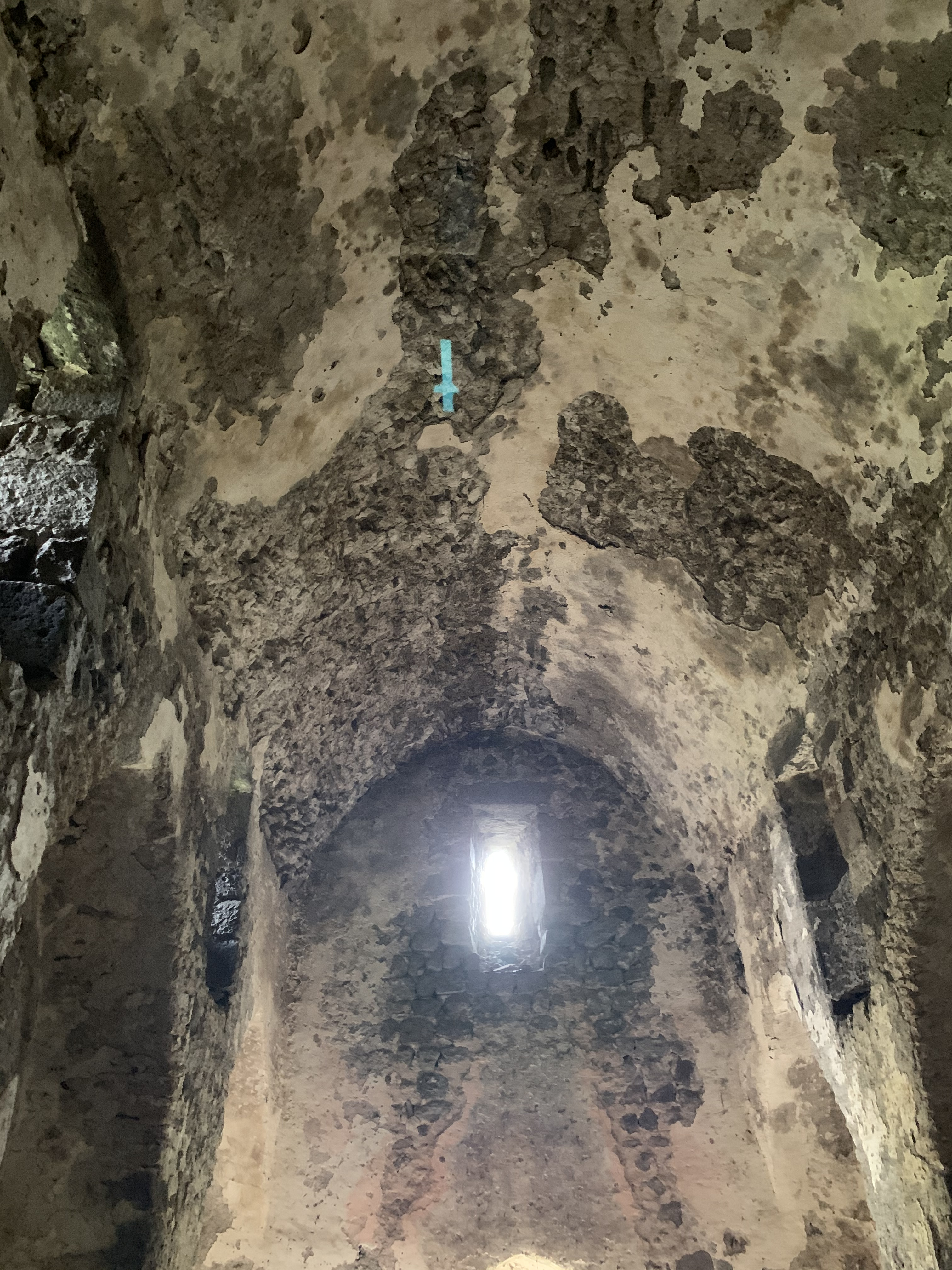
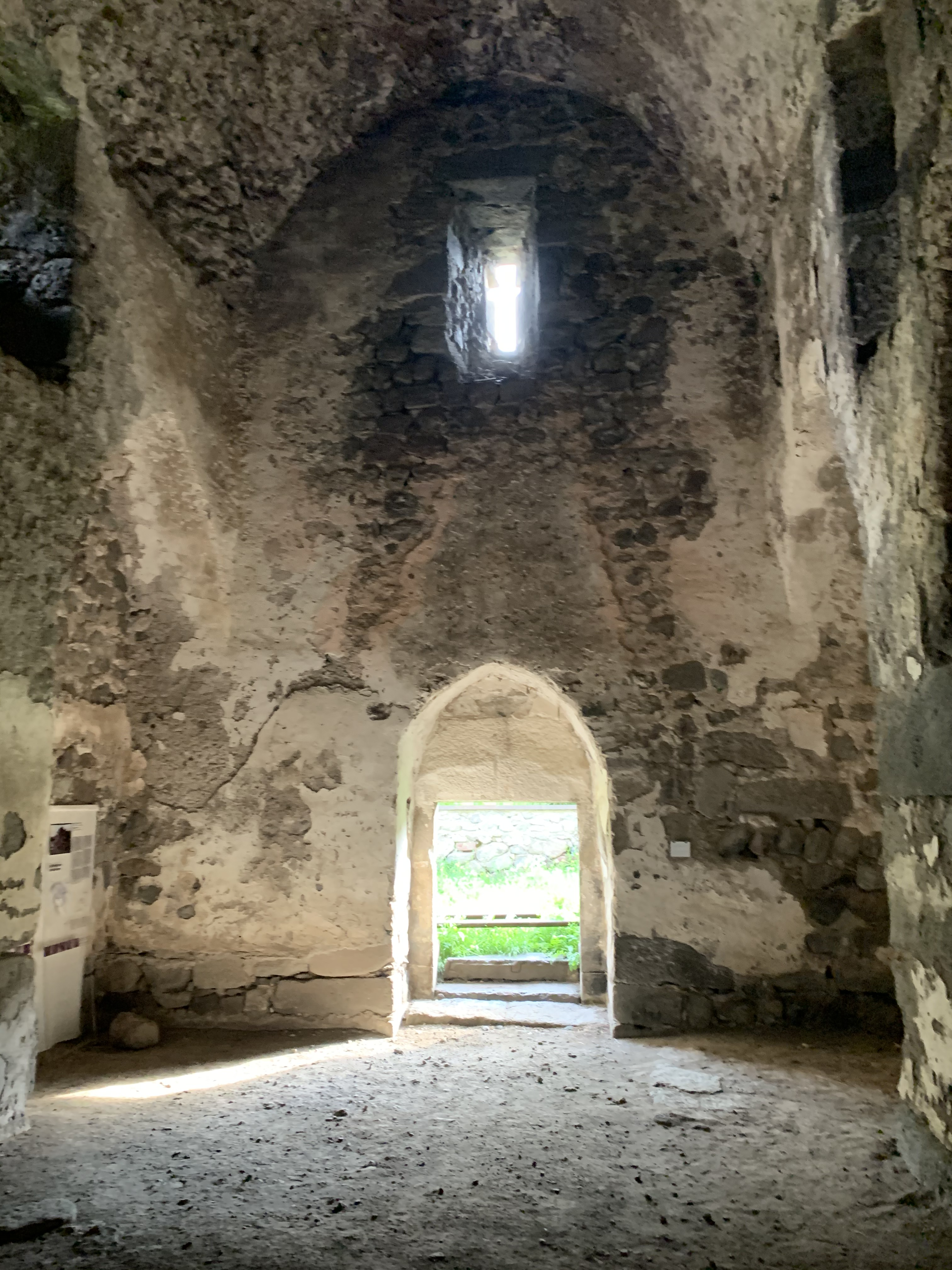
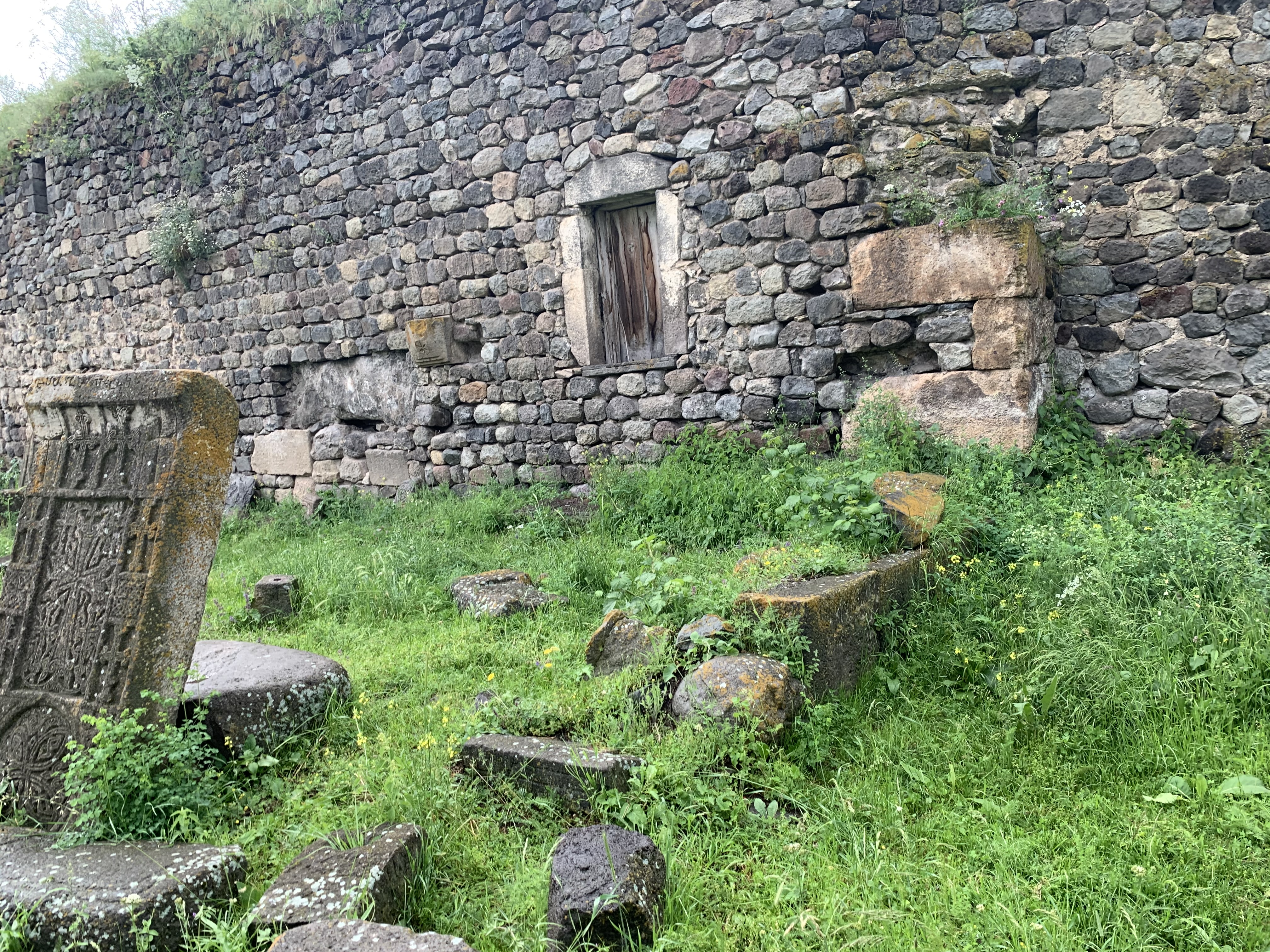
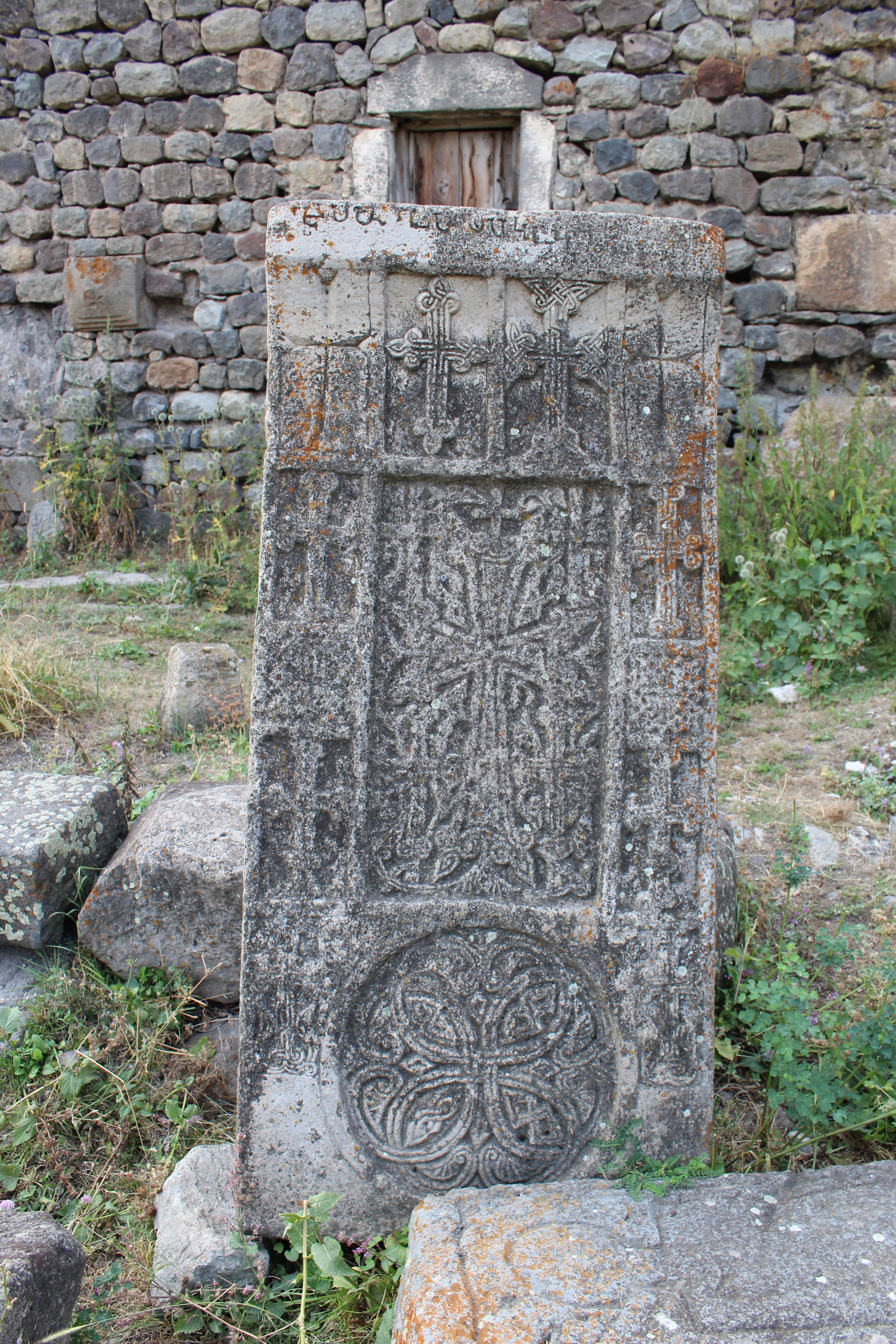
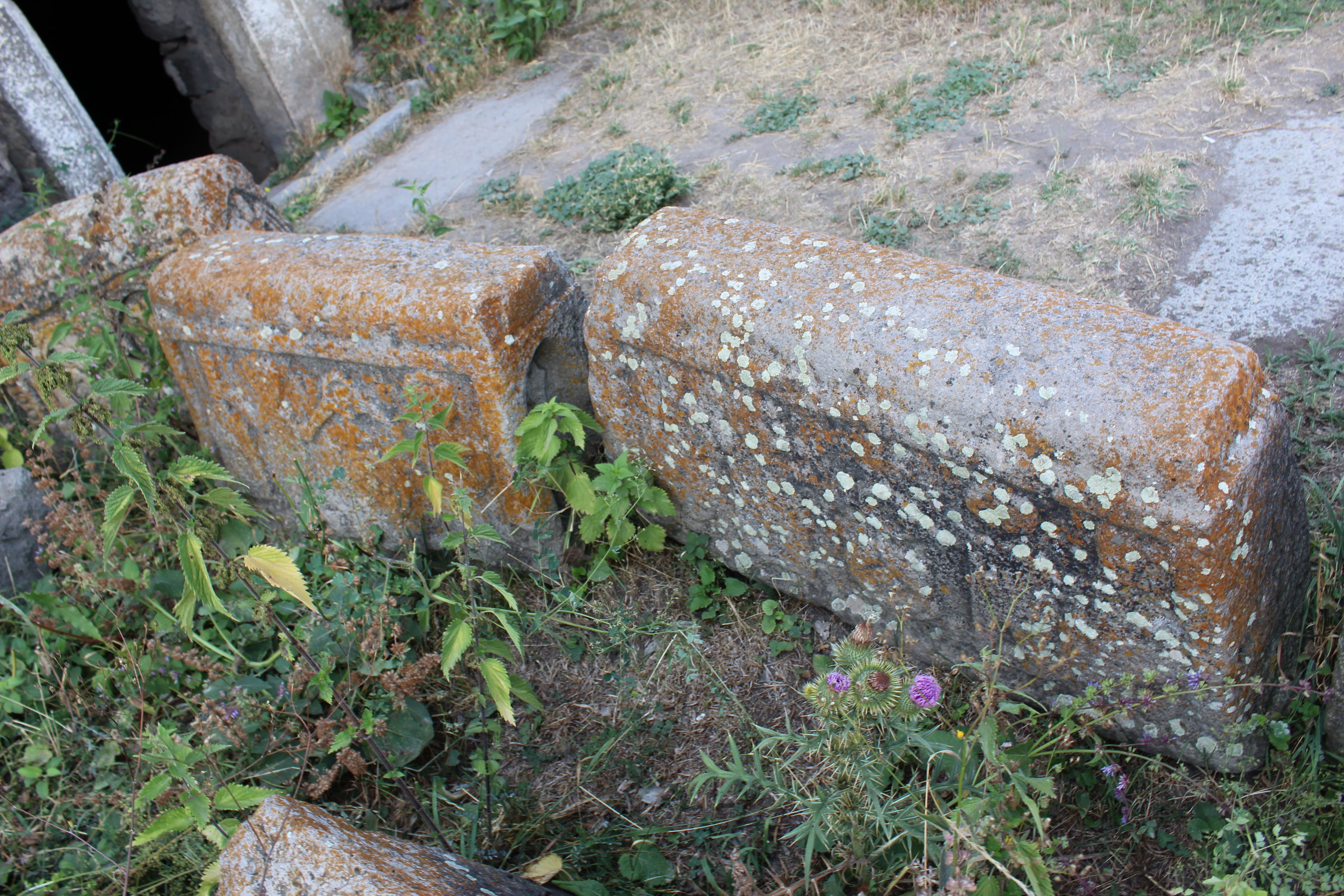
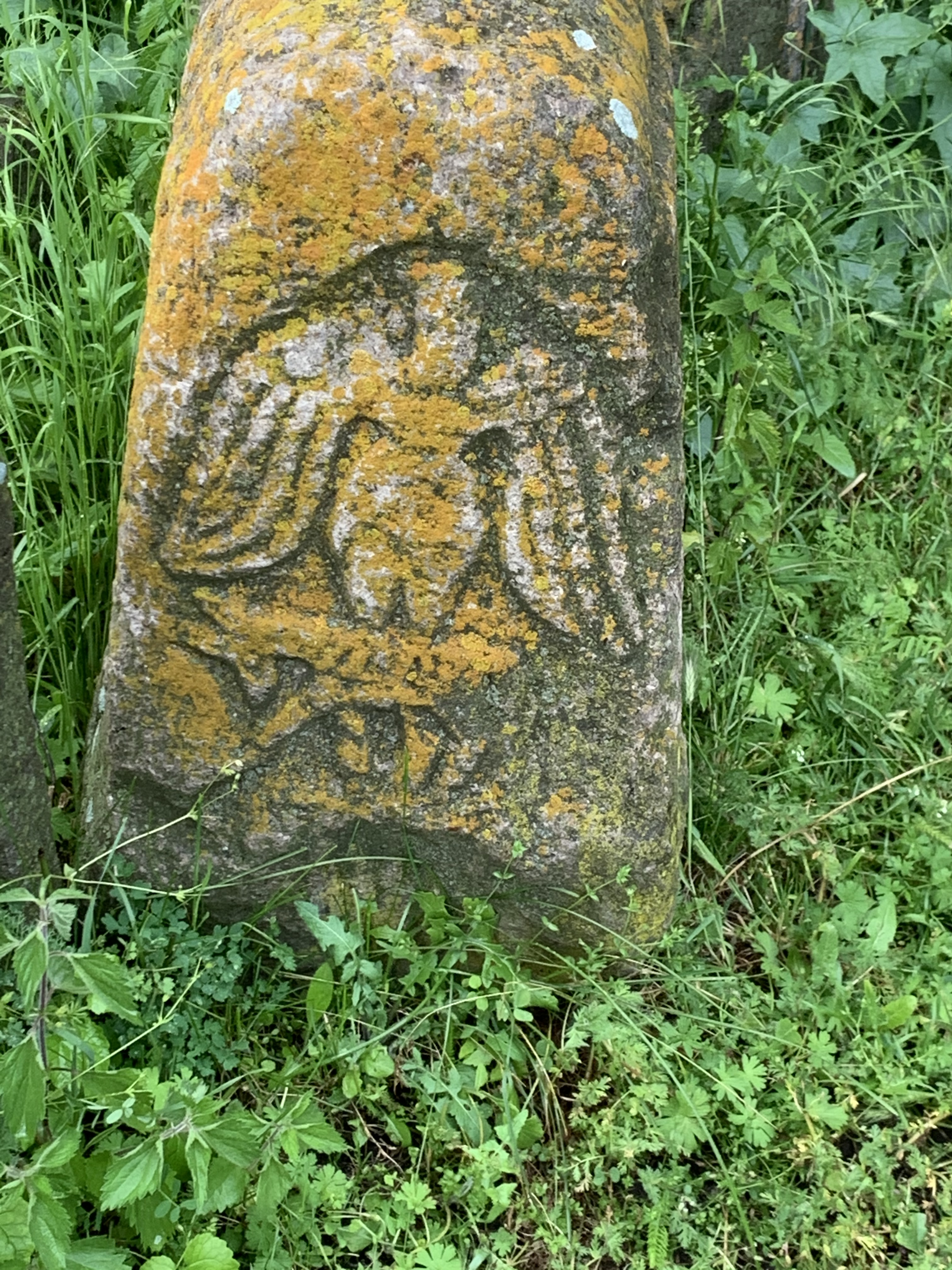
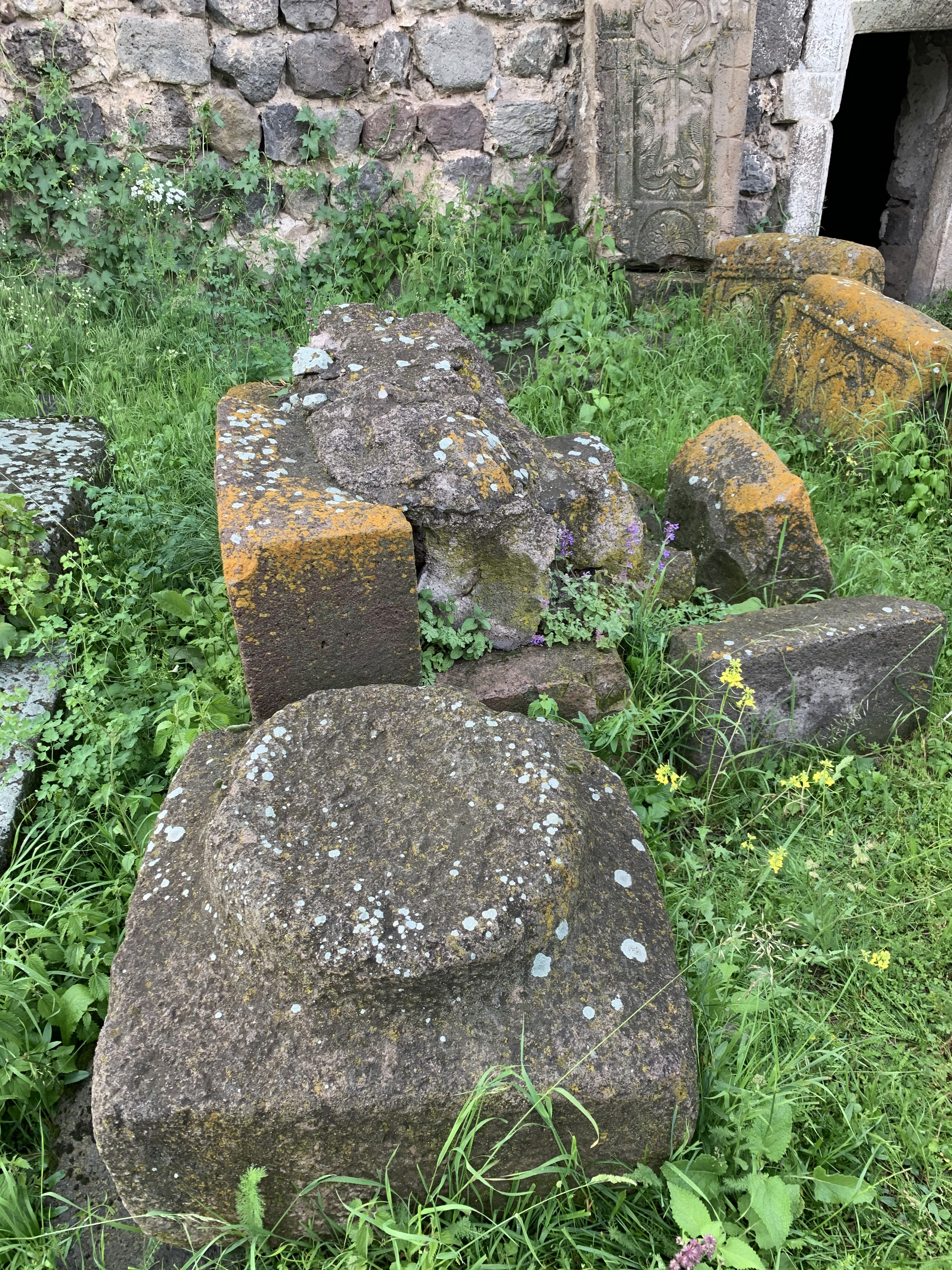
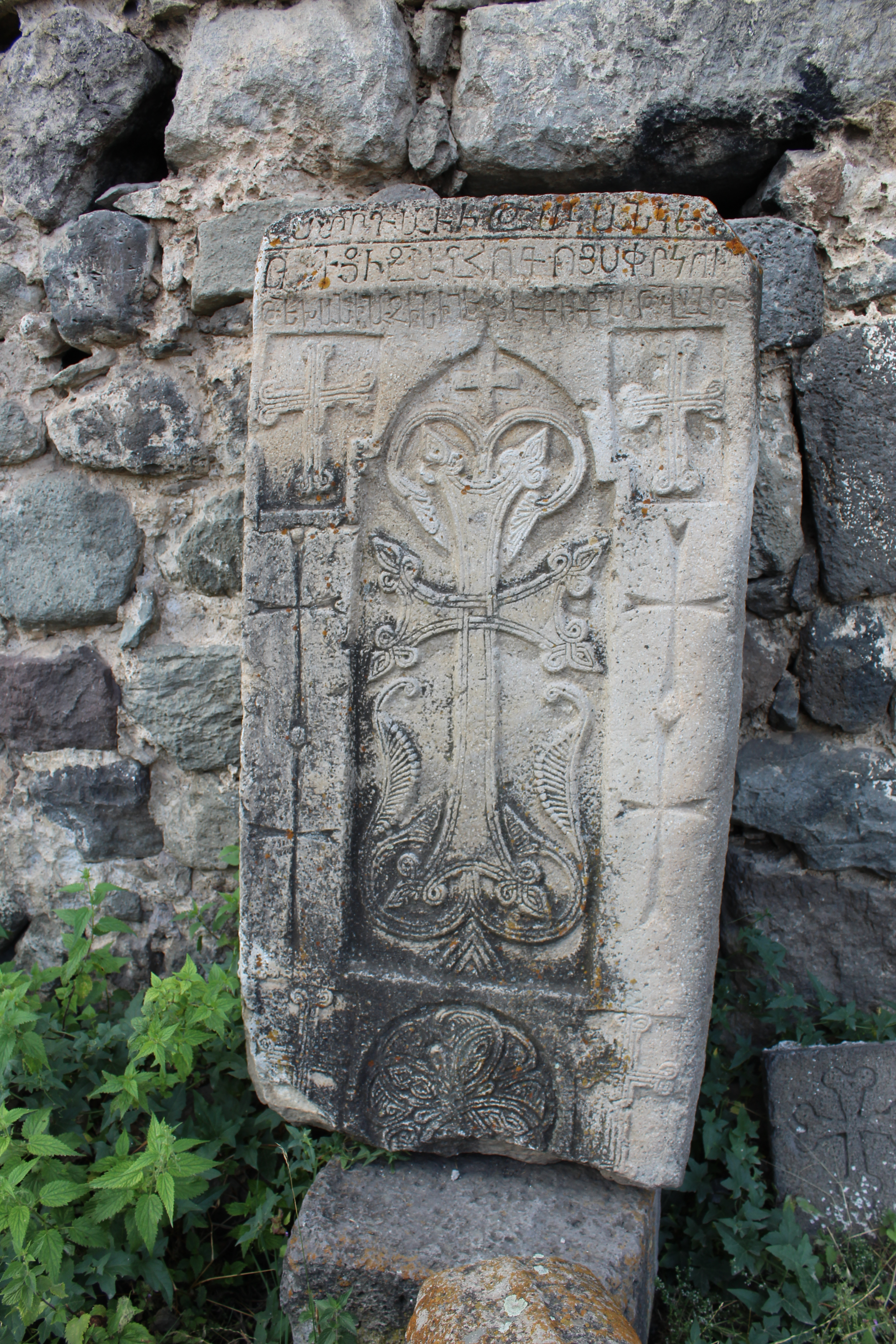